# Frederik I van Lotharingen
Frederik I van Lotharingen (ca. 912 - 17 juni 978) was de eerste hertog van Opper-Lotharingen, vanaf 959 tot zijn dood, ter ondersteuning van aartsbisschop Bruno de Grote van Keulen die ook hertog van geheel Lotharingen was.
|
Frederik was graaf van Bar (door een bezittingenruil met de bisschop van Toul), Chaumontois, Charpeigne (in de Ardennen), Soulossois, en burggraaf van Metz. Hij bouwde een burcht over de grens met West-Francië vanwaaruit hij rooftochten hield. Frederik werd gedwongen dit kasteel weer af te breken en bouwde toen een burcht in Bar. Als hertog hield hij zich vooral bezig met het bedwingen van opstandige vazallen. Frederik bevorderde kloosterhervormingen in Saint-Dié en Moyenmoutier. Hij sneuvelde in gevechten tegen koning Lotharius van Frankrijk die probeerde om Lotharingen te veroveren.
Frederik was een zoon van Wigerik en Kunigunde van de Ardennen. Hij huwde in 955 (ondertrouw 951) met Beatrix Capet, zuster van Hugo Capet, dochter van Hugo de Grote en Hedwig van Saksen. Frederik en Beatrix kregen de volgende kinderen:
- Hendrik, overleden rond 975
- Adalbero II van Metz, bisschop van Metz
- Diederik I van Lotharingen, hertog van Opper-Lotharingen